# アーネスト・ルポア
アーネスト・ルポア（Ernest Lepore）は、アメリカ合衆国の哲学者、認知科学者。ラトガース大学認知科学センターの臨時ディレクター、同大学教授。言語哲学、心の哲学の業績でよく知られ、ジェリー・フォーダー、ハーマン・カプラン、カーク・ルードウィグとしばしば協働している。また、哲学的論理学とドナルド・デイヴィドソン研究でも著名である。ルポアはミネソタ大学で博士号を取得した。教え子には次の人物がいる。ケント・ジョンソン、アダム・セネット、サム・カミング、ウィル・スター、マイケル・ジョンソン、トム・ドナルドソン、ルヴェル・アンダーソン、ジョシュ・アームストロング。ルポア教授は現在、ラトガース大学で教えている。

## 著作
- Handbook in Philosophy of Language, ed. with B. Smith, (Oxford University Press, 2006)
- Insensitive Semantics, with Herman Cappelen (2004, Basil Blackwell)
- Donald Davidson: Truth, Meaning, Rationality in Mind,  with Kirk Ludwig (Oxford University Press, 2005)
- Donald Davidson's truth-theoretic Semantics,  with Kirk Ludwig (Oxford University Press, 2007),
- Meaning and Argument, with Sam Cumming (Blackwell, 2000)
- Holism: A Shopper's Guide, with Jerry Fodor (Blackwell, 1991) 
ジェリー・フォーダー共著、柴田正良訳『意味の全体論――ホーリズム、そのお買い物ガイド』産業図書、1997年
- The Compositionality Papers, with Jerry Fodor (Oxford University Press, 2002)
- What Every Student Should Know  with Sarah-Jane Leslie (Rutgers Press, 2002).